# Аплізина золотиста
Аплізина золотиста (Aplysina aerophoba) — вид губок родини Aplysinidae. Це жовта губка, що утворює трубку або покривається корою, і походить із східної частини Атлантичного океану та Середземного моря; типова місцевість — Адріатичне море.

## Опис
Aplysina aerophoba утворює колонії розміром до 1 м з неправильних, жовтих, трубчастих відростків. Окремі трубки мають довжину до 4 см і ширину до 2,5 см, з невеликими вічками або видихними порами в центрі сплощеного кінця. Поверхня як базальної маси, так і трубок має невеликі циліндричні виступи різної довжини. Поверхня слизька на дотик, а текстура тверда та гумова. Коли цю губку вийняти з води, вона стає синьою, що призводить до її видової назви «аерофоба» (грец. «страх повітря»).
Aplysina aerophoba можна сплутати з іншою жовтою губкою, Aplysina cavernicola, але вони мають різні текстури, морфологію та пігментацію, а також займають різні місця існування, причому A. aerophoba зустрічається в освітлених сонцем місцях, а A. cavernicola — у морських печерах. Іншу, не схожу, карликову жовту губку було знайдено в Середземному морі на початку 21 століття; Генетичний аналіз підтвердив, що це мініатюрна форма A. aerophoba.
Карликова форма має яскравий сірчано-жовтий колір і утворює невеликі часточкові плями на поверхні скель. Зазвичай вони не торкаються один одного, але між ними може бути якийсь неочевидний зв'язок. Кожна частка має діаметр від 2 до 15 мм і часто має невеликі тонкі циліндричні виступи довжиною кілька міліметрів. Поверхня вкрита невеликими проколами, які відповідають порам для вдихання.

## Поширення і середовище проживання
Aplysina aerophoba є переважно середземноморським видом, але також зустрічається в прилеглих частинах Атлантичного океану в Португалії та на північному заході Іспанії. Поширений на Канарських островах. Його глибина коливається від нижньої припливно-відливної зони до приблизно 20 м, як правило, в освітлених сонцем місцях. Карликова форма відома в кількох місцях Середземного моря, включаючи Лігурію, Прованс і Корсику, і живе в печерах і під навісами на сильному мілководді.

## Екологія
Ця губка живиться, втягуючи воду крізь маленькі пори в основі губки, і викидає воду з вушної раковини, відфільтрувавши органічні частинки, такі як бактерії, одноклітинні водорості та крихітні частинки детриту. Це гермафродит; гамети вивільняються в море, де відбувається запліднення, личинки є планктонними і незабаром осідають у відповідному місці та метаморфозуються в молодих губок. За певних умов губка може виробляти бруньки, які відокремлюються від батьківської та утворюють нові колонії.